# Kurzblättrige Stendelwurz
Die Kurzblättrige Stendelwurz (Epipactis distans), auch Rundblättrige Stendelwurz oder Langgliedrige Stendelwurz genannt, ist eine Art aus der Gattung der Stendelwurzen (Epipactis) innerhalb der Familie der Orchideen (Orchidaceae). Die Artnamen sind nicht althergebracht, sie sind eine Erfindung der Neuzeit. Der Name Entferntblütige Stendelwurz ist irreführend, da sich das Epitheton „distans“ auf die weiter auseinander stehenden Laubblätter bezieht.

## Beschreibung

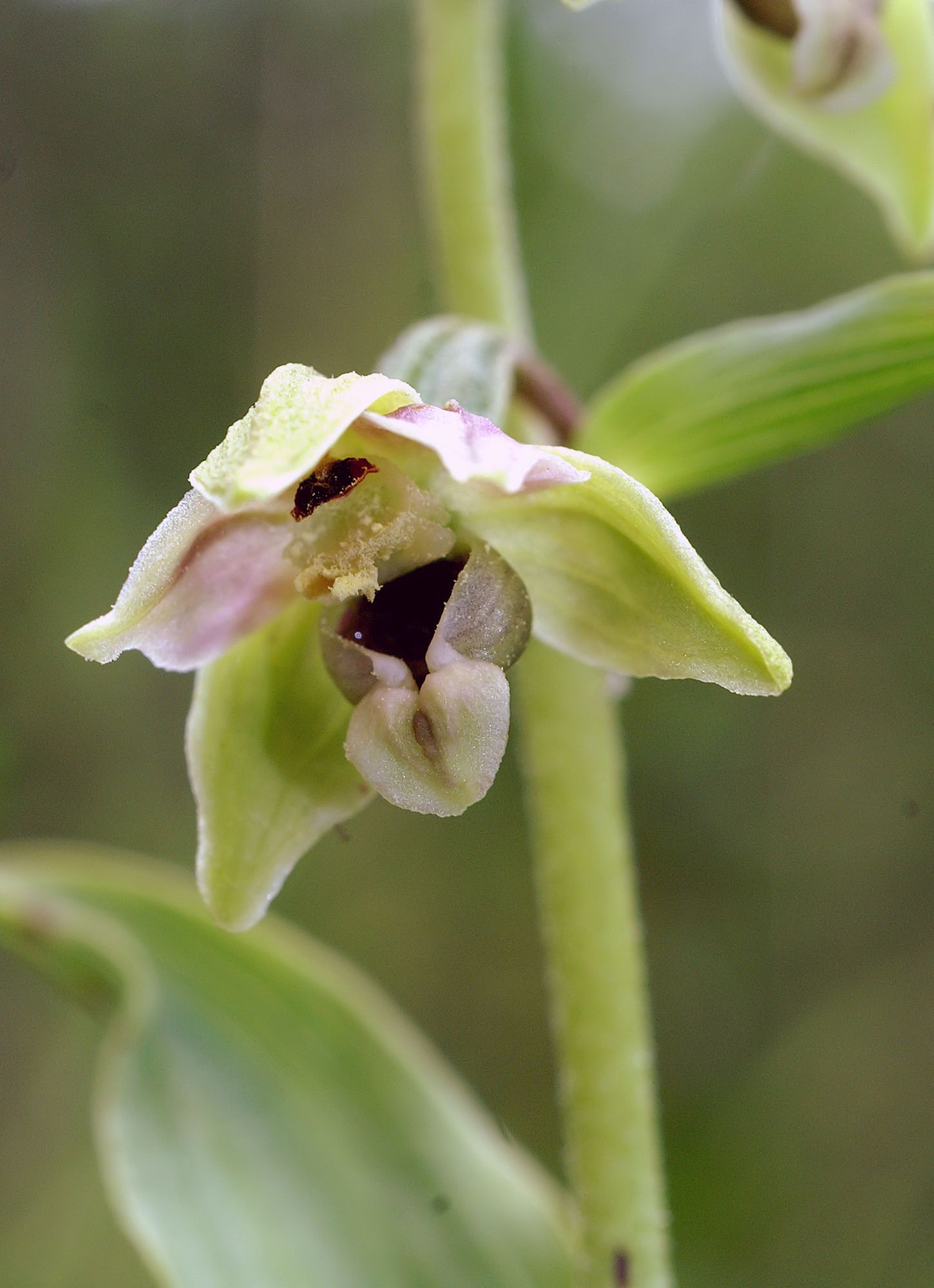
Blüte der Kurzblättrigen Stendelwurz

Die wenig variable Kurzblättrige Stendelwurz ist eine zwischen 30 und 60 cm hohe, gelegentlich auch höhere Pflanze mit dickem Stängel und zwei bis sechs Laubblättern. Diese sind kürzer oder nur sehr gering länger als die Internodien, rinnig bis löffelartig geformt und steif aufrecht stehend.
Die Länge des Blütenstands variiert zwischen einem Drittel und der Hälfte der Gesamthöhe der Pflanze. Sie wirkt dadurch kopflastig.
Die Blüten sind einseitswendig angeordnet und relativ groß.
Die Blütenblätter des äußeren Perigonkreis sind innen grün und außen gelegentlich rosa bis rötlich gefärbt.
Die Blütenblätter des inneren Kreises erscheinen breit im Vergleich zur Lippe. Sie sind hellrosa bis kräftig rot gefärbt.
Die Hinterlippe ist tief schüsselförmig und dunkelrot gefärbt.
Die Vorderlippe ist weiß bis hellrosa. Auffällig ist der Mittelkiel auf der Vorderlippe, er ist meist deutlich rot gefärbt. Der Durchgang zwischen Vorder- und Hinterlippe ist schmal U-förmig.
Die Klebdrüse bleibt lange funktionsfähig, somit ist eine Bestäubung durch Insekten obligat. Sie kann später eintrocknen und Pollen auf die Narbe gelangen (Autogamie).
Die Blütezeit liegt im Juli und beginnt ungefähr zwei Wochen vor der Breitblättrigen Stendelwurz.
Die Kurzblättrige Stendelwurz unterscheidet sich in mehreren Merkmalen von der ähnlichen Breitblättrigen Stendelwurz (Epipactis helleborine), welche größere Laubblätter besitzt und die Form und Färbung der Blüten variabler ist.

## Genetik und Entwicklung
Die Anzahl der Chromosomen ist 2n = 40.
Der Same dieser Orchidee enthält keinerlei Nährgewebe für den Keimling. Die Keimung erfolgt daher nur bei Infektion durch einen Wurzelpilz (Mykorrhiza). Bisher ließen sich nur obligate Ektomykorrhizapilze der Gattung Wilcoxina aus den Wurzeln dieser Art isolieren, im Gegensatz zur Breitblättrigen Stendelwurz, deren Wurzeln sowohl Ektomykorrhizabildner als auch Nicht-Ektomykorrhizapilze enthalten können.

## Ökologie

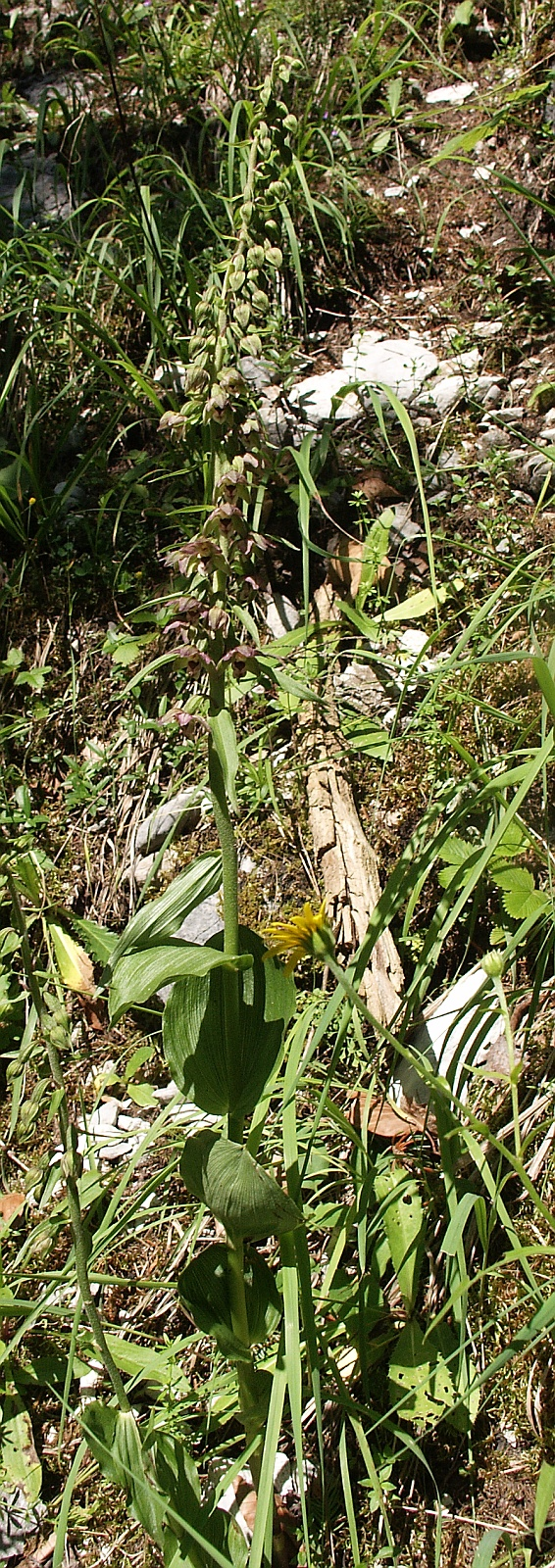
Kurzblättrige Stendelwurz in den Berchtesgadner Alpen

Die Kurzblättrige Stendelwurz kommt nahezu ausschließlich auf trockenen Böden über Kalkstein oder Dolomit in lichten Kiefernwäldern oder an Waldrändern bis zur alpinen Höhenstufe vor.
Es wird auch von Vorkommen auf sauren Böden berichtet, die aber über Dolomitgestein liegen.
Die Breitblättrige Stendelwurz kommt nur selten in unmittelbarer Nähe vor. Ähnliche Ansprüche hat die Braunrote Stendelwurz (Epipactis atrorubens), die auch in unmittelbarer Nähe vorkommen kann.

## Verbreitung
Die tatsächliche Verbreitung ist gegenwärtig nicht vollständig bekannt.
Sie ist ursprünglich aus den französischen Westalpen und dem daran angrenzenden Italien bekannt. Bereits 1995 vermutete man, nachdem die Art in Österreich wiederentdeckt wurde, dass sie auch in Deutschland vorkommen sollte. 1996 konnte dann ein in Bayern bereits seit vielen Jahren bekanntes Vorkommen, welches zuvor als Breitblättrige Stendelwurz angesehen wurde, dieser Art zugeordnet werden. In Mecklenburg-Vorpommern erwiesen sich Pflanzen, die als Niederländische Stendelwurz (Epipactis helleborine subsp. neerlandica) angesehen wurden, ebenfalls als zu dieser Art zugehörig.
Seitdem werden immer wieder neue Fundorte entdeckt.
Sichere Nachweise der Kurzblättrigen Stendelwurz gibt es in Spanien, Frankreich, Italien, Österreich, Deutschland, Polen, Schweiz, Tschechien, Slowakei und Schweden. Weitere Funde in diesen oder angrenzenden Ländern werden für die Zukunft erwartet.
In Deutschland kommt diese Art im Norden von Mecklenburg-Vorpommern, in Brandenburg und in Bayern  etwas dichter im Frankenjura und Oberpfälzer Jura vor, wenige Fundorte sehr zerstreut in den Alpen bis ins Voralpenland.

## Naturschutz und Gefährdung
Da die Art lange Zeit nicht beachtet worden ist und sich Funde erst seit Mitte der 1990er Jahre häufen, kann keine genaue Aussage über die Gefährdungsgrade gemacht werden. Angenommen werden kann aber, dass diese Art selten ist und daher eine höhere Gefährdung und Schutzbedürftigkeit besteht. Sie ist als eine Art aus der Familie der Orchideen nach nationalen und internationalen Gesetzen generell geschützt.

## Systematik

### Nomenklatur
Die Kurzblättrige Stendelwurz wurde von Jean Maurice Casimir Arvet-Touvet im Jahr 1873 als Epipactis distans in Essai sur l'espèce et les variétés principalement dans les plantes S. 11 beschrieben. 1996 wird sie in den Rang einer Unterart der Breitblättrigen Stendelwurz durch Roger Engel und Pierre Quentin in L'Orchidophile; journal des amateurs d’orchidées Band 124, S. 205 als Epipactis helleborine subsp. distans herabgestuft. Karl Richter benannte 1887 in Niederösterreich gefundene Pflanzen Epipactis orbicularis, die er später zur Unterart herabstufte. 1997 erkannte Erich Klein, dass beide Taxa sich nicht unterscheiden. Er ist der Autor des Namens Epipactis helleborine subsp. orbicularis (K. Richt.) E. Klein.
Noch ein weiterer Name kommt ins Spiel: Pflanzen aus Spanien mit stärker gefärbten Blüten sind 2002 als Epipactis molochina P.Delforge beschrieben worden. Diese Pflanzen sollen durch Hybridisierung von Epipactis cardina Benito & C.E.Hermos. beeinflusst sein.

### Art oder Unterart
Die Meinungen gehen nicht nur auseinander im Hinblick auf den Status als Art oder Unterart, sondern auch ob sich die mitteleuropäischen und die westalpinen Pflanzen unterscheiden und daher jeweils einen eigenen Namen erhalten sollen: für die westalpinen Pflanzen Epipactis helleborine subsp. distans und für die mitteleuropäischen Epipactis helleborine subsp. orbicularis.
Die typischen und konstanten Merkmale legen nahe, die Kurzblättrige Stendelwurz im Rang einer Art zu führen. Nach der Prioritätsregel ist Epipactis distans Arvet-Touvet 1872 gültig.